# راسيل هولمز
راسيل هولمز (بالإنجليزية: Russell Holmes)‏ (1 يوليو 1982 في الولايات المتحدة - ) هو لاعب كرة طائرة شاطئية ولاعب كرة طائرة الولايات المتحدة في مركز وسط ‏. شارك في الألعاب الأولمبية الصيفية 2012. ولعب مع Resovia (volleyball) ‏.

## وصلات خارجية
- راسيل هولمز على موقع الاتحاد الأوروبي (الإنجليزية)
- راسيل هولمز على موقع Ligue Nationale de Volley (الفرنسية)
- راسيل هولمز على موقع اللجنة الأولمبية الدولية (الإنجليزية)
- راسيل هولمز على موقع أوليمبيديا (الإنجليزية)
- راسيل هولمز على موقع اللجنة الأولمبية والبارالمبية الأمريكية (الإنجليزية)